# Carvalhal (Barcelos)
Carvalhal é uma povoação portuguesa sede da Freguesia de Carvalhal do Município de Barcelos, freguesia com 2,58 km² de área e 1233 habitantes (censo de 2021), tendo, por isso, uma densidade populacional de 477,9 hab./km²
Na sua vizinhança tem Barcelinhos, a norte, e Gilmonde, a nascente; sita na margem sul do Rio Cávado e tem acesso pela Estrada Nacional 306. Pertence ao município de Barcelos e ao Distrito de Braga. A freguesia é atravessada pelo ribeiro dos Amiais.

## Demografia
A população registada nos censos foi:
| Distribuição da População por Grupos Etários | Distribuição da População por Grupos Etários | Distribuição da População por Grupos Etários | Distribuição da População por Grupos Etários | Distribuição da População por Grupos Etários |
| -------------------------------------------- | -------------------------------------------- | -------------------------------------------- | -------------------------------------------- | -------------------------------------------- |
| Ano                                          | 0-14 Anos                                    | 15-24 Anos                                   | 25-64 Anos                                   | > 65 Anos                                    |
| 2001                                         | 263                                          | 273                                          | 885                                          | 193                                          |
| 2011                                         | 180                                          | 155                                          | 796                                          | 260                                          |
| 2021                                         | 110                                          | 132                                          | 668                                          | 323                                          |

## Localização
Carvalhal é uma pequena freguesia localizada na metade sul do território municipal, a sudoeste da respetiva sede.
Conheceu uma multissecular vocação agrícola que ainda não perdeu de todo, caracterizando a respectiva paisagem.
O meio em questão situa-se na periferia da cidade, por isso uma pequena parte da população ocupa-se da agricultura e a restante ocupa-se nas indústrias têxtil e do calçado que tem vindo a desenvolver-se gradualmente há dezesseis anos.

## Cultura
Atividades económicas: agricultura e indústria têxtil
Festas e Romarias: S. Paio (26 de Junho) e Santa Cruz (1.º domingo de agosto)
Artesanato: Carros de bois e tamancaria
Orago: S. Paio

## História
Carvalhal, que assim se chama por causa das suas antigas e grandes devesas de carvalhos, vem nas inquirições de 1220 com o nome de "Sancto Pelagio de Carvalhal das Terras de Faria" e, nesse mesmo documento, se diz que o rei tinha alguns reguengos, apesar da matriz estar, porém, integrada no Couto do Hospital. E de facto, ainda nas inquirições de 1288, se refere que havia aqui "um couto marcado por padrões de que não se pagava foro a El-rei".
Tendo feito parte durante muito tempo da Casa de Bragança, no tempo de D. Afonso, 1º Duque daquela casa e 8º Conde de Barcelos, foi criada a Colegiada de Barcelos pelo que Carvalhal passou, então (século XV), a vigaria de apresentação de Prior daquela colegiada. A primitiva matriz de Carvalhal, a mesma que pertenceu ao couto da Ordem de Malta e que ficava, primitivamente, no lugar do Assento ou de S. Paio, onde ainda estava no final do século XVII, foi apenas transferida para o lugar actual, no século XVIII, onde se construiu outro templo no seu lugar. No século XIX, quando contava já com mais de um milhar de habitantes, sobre Carvalhal, há notícia de feitos valorosos: conta-se que o seu povo, por resistir arduamente às invasões francesas (1809), pagou com algumas vidas a coragem de defender a sua terra.

## Património cultural
- Igreja Paroquial, que antigamente estava situada no Lugar do Assento no século XVII, e no século XVIII passou para o Lugar da Igreja;
- Casa de Pereiró
- Capelas da Santa Cruz (Senhor da Saúde), de nossa Senhora da Esperança, do Nosso Senhor do Horto, do Senhor na prisão, do Senhor Açoutado e do Senhor dos Passos;
- Alminhas;
- Cruzeiro Paroquial;
- Casas do Jardim, de Chouso, do Fidalgo, de Pontegãos, de Medros, da Várzea, do Fidalgo do monte, de Pereiro e da Marnota.

## Resultados eleitorais

### Eleições autárquicas
| Data | %       | V       | %     | V  | %       | V       | %       | V       | %     | V   |
| Data | PPD/PSD | PPD/PSD | PS    | PS | CDS-PP  | CDS-PP  | PSD-CDS | PSD-CDS | IND   | IND |
| ---- | ------- | ------- | ----- | -- | ------- | ------- | ------- | ------- | ----- | --- |
| 1976 | 63,00   | 5       | 32,24 | 2  |         |         |         |         |       |     |
| 1979 | 64,35   | 6       | 33,72 | 3  |         |         |         |         |       |     |
| 1982 | 50,71   | 5       | 46,69 | 4  |         |         |         |         |       |     |
| 1985 | 59,62   | 6       | 26,29 | 3  |         |         |         |         |       |     |
| 1989 | 60,33   | 6       | 34,81 | 3  |         |         |         |         |       |     |
| 1993 | 57,89   | 6       | 35,09 | 3  |         |         |         |         |       |     |
| 1997 | 55,44   | 5       | 38,86 | 4  | 1,30    | -       |         |         |       |     |
| 2001 | 52,14   | 5       | 40,51 | 4  |         |         |         |         |       |     |
| 2005 | 35,49   | 3       | 22,91 | 2  | 37,09   | 4       |         |         |       |     |
| 2009 | 28,28   | 3       | 6,15  | -  | 61,25   | 6       |         |         |       |     |
| 2013 | CDS-PP  | CDS-PP  | 34,69 | 3  | PPD/PSD | PPD/PSD | 40,26   | 4       | 20,87 | 2   |
| 2017 | 23,52   | 2       | 42,09 | 5  | 14,56   | 1       |         |         | 15,19 | 1   |
| 2021 | CDS-PP  | CDS-PP  | 69,72 | 7  | PPD/PSD | PPD/PSD | 24,97   | 2       |       |     |